# أسعد واحدة (ألبوم)
أسعد واحدة: هو الألبوم الثامن للمطربة اللبنانية إليسا، تم طرحه رسميا في الأسواق يوم 19 يونيو 2012، وقد حقق نجاح كبير حيث ظل أكثر من عام في المرتبة الأولى لأكثر الألبومات مبيعًا في الوطن العربي.
كما أنه حقق نجاحًا عالميًا حيث دخل في الأسبوع الثاني من طرحه المرتبة #13 في قائمة (Billboard) العالمية لأكثر الألبومات مبيعاً حول العالم.

## الأغاني
| #   | عنوان                                                       | تأليف           | تلحين        | المدة |
| --- | ----------------------------------------------------------- | --------------- | ------------ | ----- |
| 1.  | "'في عيونك على يوتيوب" (باللهجة المصرية)                    | محمد رحيم       | محمد رحيم    | 4:32  |
| 2.  | "أسعد واحدة على يوتيوب" (باللهجة المصرية)                   | سلامه علي       | محمد يحيى    | 4:36  |
| 3.  | "'متفائلة على يوتيوب" (باللهجة المصرية)                     | نادر عبدالله    | تامر عاشور   | 5:26  |
| 4.  | "'فاكر على يوتيوب" (باللهجة المصرية)                        | احمد مرزوق      | محمد رحيم    | 5:45  |
| 5.  | "تعبت منك على يوتيوب" (باللهجة المصرية)                     | سلامة علي       | محمد يحيى    | 5:04  |
| 6.  | "لو أقولك على يوتيوب" (باللهجة المصرية)                     | هاني عبد الكريم | مدين         | 3:49  |
| 7.  | "'كرهتك أنا على يوتيوب" (باللهجة اللبنانية)                 | احمد ماضي       | زياد برجي    | 6:03  |
| 8.  | "'رحتله على يوتيوب" (باللهجة المصرية)                       | نادر عبد الله   | نادر عبدالله | 4:05  |
| 9.  | "اغمرني على يوتيوب" (باللهجة اللبنانية)                     | سهام الشعشاع    | محمد رحيم    | 5:11  |
| 10. | "هيلف ويرجعلي على يوتيوب" (باللهجة المصرية)                 | نادر عبدالله    | تامر عاشور   | 4:09  |
| 11. | "قالولي العيد على يوتيوب" (باللهجة اللبنانية)               | روميو لحود      | روميو لحود   | 4:56  |
| 12. | "قلبي حاسس فيك على يوتيوب" (باللهجة اللبنانية)              | عادل رفول       | جان صليبا    | 5:06  |
| 13. | "ساعات على يوتيوب" (باللهجة المصرية)                        | بهاء الدين محمد | محمد ضياء    | 5:05  |
| 14. | "لولا الملامة على يوتيوب" (لوردة الجزائرية باللهجة المصرية) |                 |              | 5:36  |